# Strada Ciuflea din Chișinău
Strada Ciuflea este o stradă, periferia sudică a centrului istoric din Chișinău. 
De-a lungul străzii este amplasat un singur de monumente de arhitectură, Mănăstirea Ciuflea, precum și edificii rezidențiale și cu funcții mixte. 
Strada începe de la intersecția cu str. București, intersectând de asemenea și str. 31 August 1989, încheindu-se cu Piața Națiunilor Unite și intersecția cu bulevardele Ștefan cel Mare și Sfânt și Constantin Negruzzi.

## Legături externe
- Strada Ciuflea din Chișinău la wikimapia.org